# Zarra (Valencia)
Zarra ist eine Gemeinde (municipio) in der spanischen Provinz Valencia mit 386 Einwohnern (Stand: 2024).

## Geografie
Zarra liegt im Landesinneren der Valencianischen Gemeinschaft in einer Höhe von ca. 535 m. Valencia befindet sich ca. 80 Kilometer in nordöstlicher Richtung. 

## Demografie
| 873 | 1017 | 1004 | 687 | 663 | 478 | 408 | 566 | 364 |

## Sehenswürdigkeiten
- Gräberfeld von Las Peñas
- Annenkirche (Iglesia de Santa Ana) aus dem 18. Jahrhundert

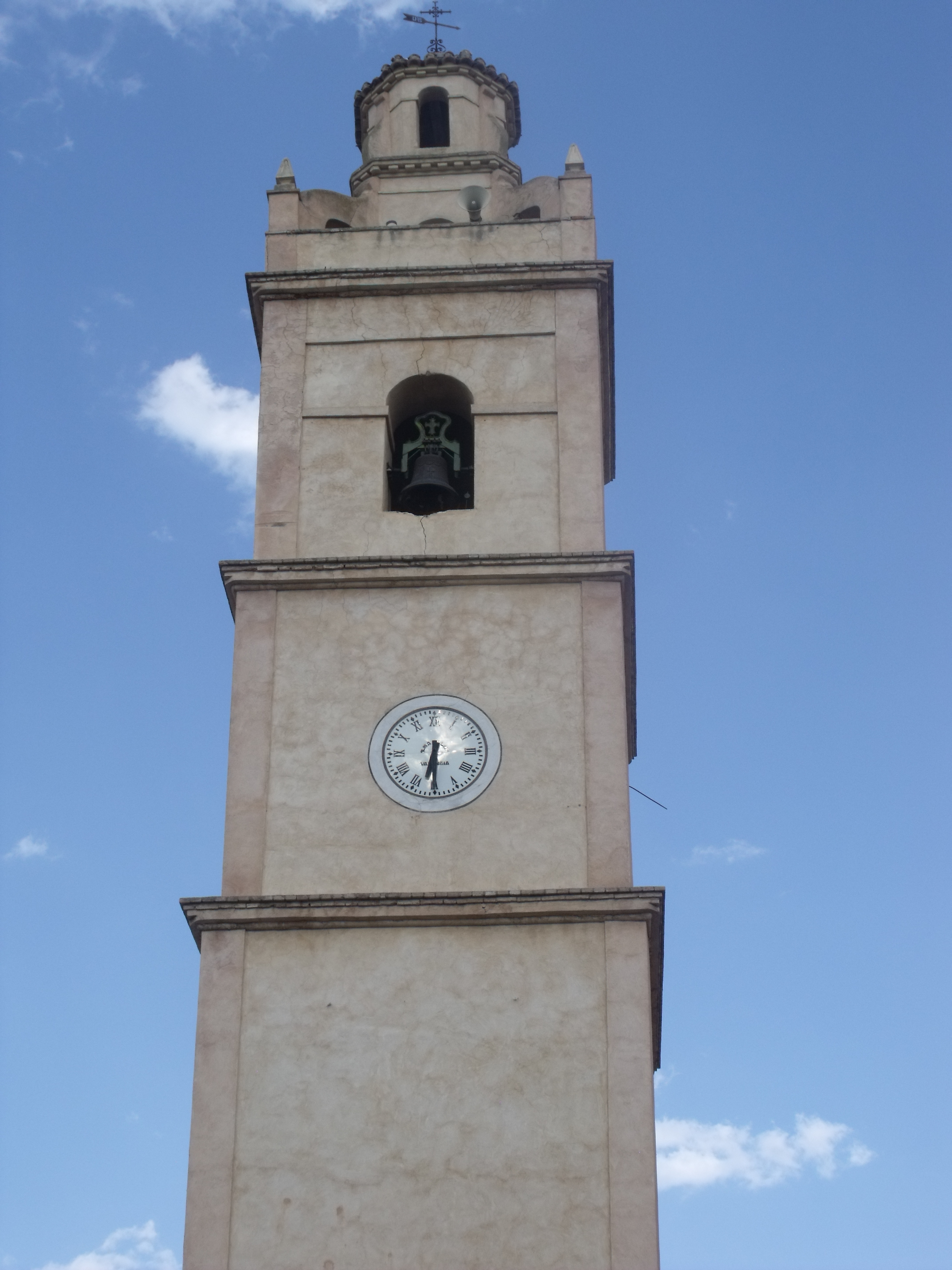
Glockenturm der Annenkirche
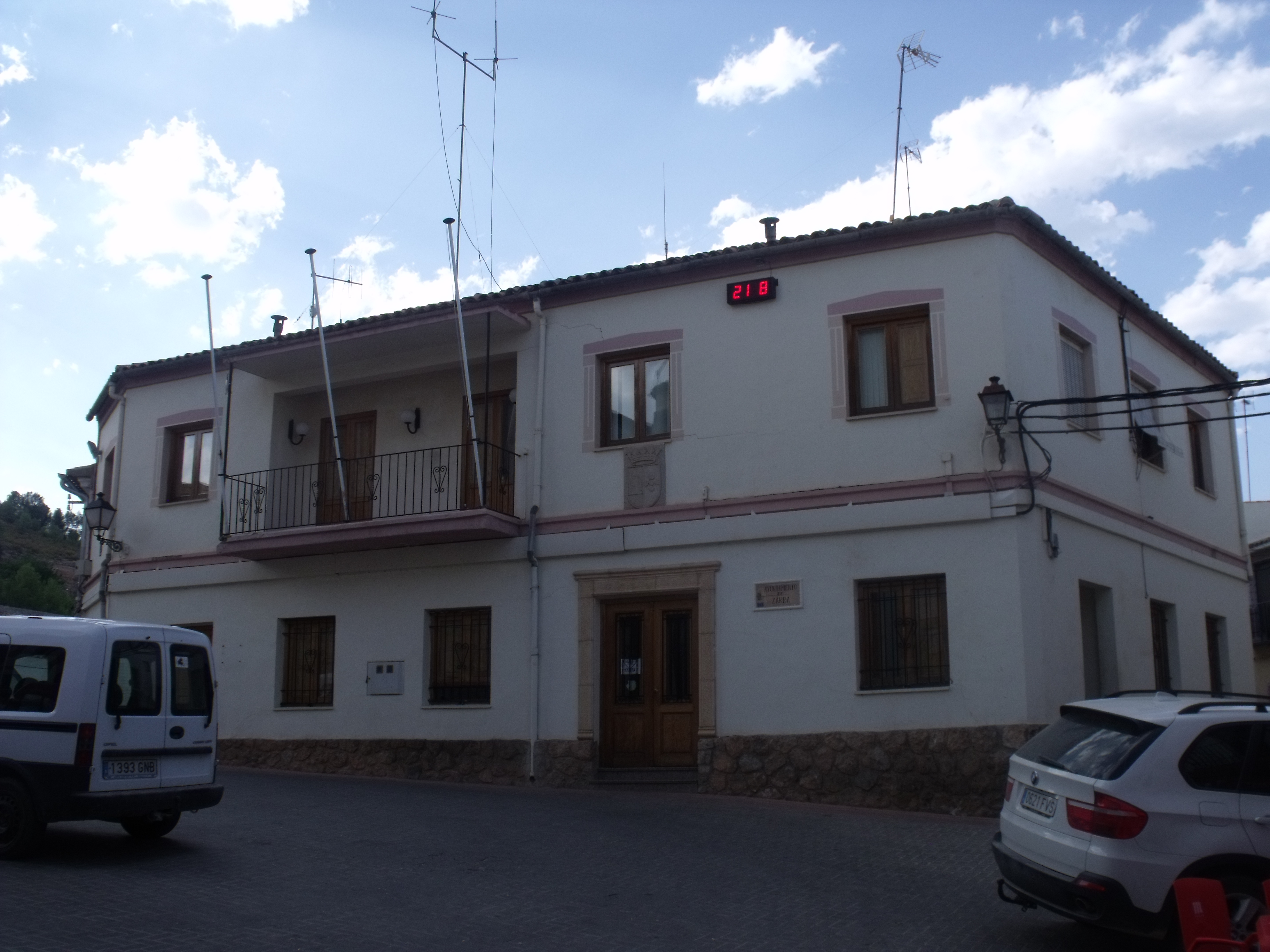
Rathaus